# Sint-Denijsewijk
De Sint-Denijsewijk is een wijk in de Belgische stad Kortrijk. De woonwijk is een van de volkse buurten in de 19de-eeuwse gordel van Kortrijk en dankt haar naam aan de Sint-Denijsestraat die van noord naar zuid de centrale ader doorheen de wijk vormt. De stadswijk bevindt zich net ten zuiden van de historische binnenstad, en situeert zich tussen de Doorniksewijk en de wijken Drie Hofsteden en Sint-Elisabeth.

## Stadsvernieuwingsproject tussen 2000-2010
De wijk is op heden nog steeds een erg drukbevolkte wijk. In de jaren negentig werd hier een nieuw stadspark aangelegd op de gronden van een voormalige textielfabriek. Dit park kreeg de naam Pradopark en bevindt zich volledig ingesloten in een bestaand bouwblok en is via diverse steegjes toegankelijk. In de jaren 2000 werd een stadsvernieuwingsproject opgezet om de Sint-Denijsewijk nieuw leven in te blazen. Hierbij werd onder andere ook het nieuwe stadspark de Dubbele Haagjes geopend.
Belgische gemeenten · Arrondissement Kortrijk · West-Vlaanderen · Vlaanderen